# Зиммеринг (футбольный клуб)
«Зиммеринг» (нем. 1. Simmeringer Sportclub) — австрийский футбольный клуб из района Вены Зиммеринг. Основан в 1901 году. Домашним стадионом клуба является «Зиммеринг». В сезоне 2023/24 выступает в Ландеслиге. В чемпионате Австрии провёл 35 сезонов.

## История
«Зиммеринг» был основан 17 февраля (официально — 8 марта) 1901 года владельцем кофейни Йоханном Сироваткой и добивался хороших успехов в начале существования. В первом чемпионате Австрии «Зиммеринг» занял 5-е место. В сезоне 1925/26 клуб занял 3-е место, что является наилучшим результатом клуба в своей истории. Однако после финансовых проблем клуб в сезоне 1927/28 вылетел во второй дивизион, вернувшись в чемпионат Австрии на сезон 1937/38 незадолго до Второй мировой войны.
С сезона 1951/52 по сезон 1963/64 играл в Штадтслиге A. В 1960 году принял участие в Кубке Митропы, где сенсационно обыграл в гостях «Ференцварош» 2:1. В ответной игре дома клуб проиграл 1:5. В 1964 году клуб вылетел из Штадтслиги A из-за реформы чемпионата и до начала 80-х годов находился между Бундеслигой и вторым дивизионом.
В 1983 году «Зиммеринг» начал стремительное падение из Бундеслиги в Венскую лигу из-за нехватки денег. Кризис был преодолён лишь в 1994 году.
В сезоне 1999/2000 «Зиммеринг» вышел в 1/8 финала Кубка Австрии, победив в 1/16 «Рид»; там клуб был выбит «Аустрией Зальцбург» со счётом 0:1.

## Стадион
Домашним стадионом клуба является «Зиммеринг». До 1920 года он находился на Риннбёкштрассе. 30 мая 1920 года «Зиммеринг» провёл свой первый матч на Леберштрассе, обыграв «Винер Аматёр» 2:1 на глазах 12 тысяч человек. Вмещавшая 50 тысяч человек арена наряду с «Хоэ Варте» была самым большим стадионом в Австрии; в 1920—1924 годах сборная Австрии провела на этом стадионе 6 матчей. С 1970-х годов клуб играет на нынешнем месте на Хауптштрассе.

## Достижения
- Участник Кубка Митропы: 1960
- 3-е место в чемпионате Австрии: 1925/26
- Победитель Региональной лиги (4): 1950/51, 1964/65, 1969/70, 1972/73
- Победитель Венской лиги (3): 1998/99, 2001/02, 2010/11
- Победитель Оберлиги A и 2-й венской Ландеслиги (2): 2008/09, 2021/22
- Обладатель Кубка Вены[нем.]: 1993/94
- Финалист Кубка Вены: 2001/02

## В культуре
12 октября 1958 года во время матча «Зиммеринг» — «Капфенберг» в рамках Штадтслиги A на глазах 5000 зрителей Хельмут Хаубергер столкнулся с вратарём Бруно Энгельмайером, в результате чего нападающий «Капфенберга» получил открытый перелом ноги и был вынужден завершить карьеру. Эрнст Колар в своей книге вспоминал, что «это был такой звук, как если бы отломилась рейка забора». Через некоторое время после матча по ORF был показан скетч Хельмута Квальтингера (который наблюдал за тем матчем с трибун) «Травничек в отпуске» (нем. Travnicek im Urlaub), где между ним и Герхардом Броннером происходит такой диалог:
— Травничек, что для тебя значит Испания?
— Честно говоря — ничего. Коррида — скучное дело… «Зиммеринг» — «Капфенберг», вот что я называю жестокостью.
Фраза высмеивала Испанию при режиме Франко и в сокращённой форме «„Зиммеринг“ — „Капфенберг“, вот что я называю жестокостью» стала очень известной в Австрии крылатой фразой.